# Трунино (Тверская область)
Трунино — деревня в Конаковском районе Тверской области. Входит в состав Ручьёвского сельского поселения.

## География
Находится в юго-восточной части Тверской области на расстоянии приблизительно 20 км на юго-восток по прямой от районного центра города Конаково.

## История
Известна с 1628 года как починок. В 1859 году здесь (деревня Корчевского уезда Тверской губернии) было учтено 22 двора, в 1900 — 21. В годы коллективизации здесь был создан колхоз «Труд-Динамо».

## Население
Численность населения: 184 человека (1859 год), 132 (1900), 0 в 2002 году, 5 в 2010.